# Аннигилус
Аннигилус (англ. Annihilus) — суперзлодей издательства Marvel Comics, наиболее известен как враг Фантастической четвёрки. Его первое появление состоялось в Fantastic Four Annual #6 (Ноябрь 1968). Аннигилус был создан сценаристом Стэном Ли и художником Джеком Кирби. Он был ответственен за события, произошедшие в Аннигиляции.
Аннигилус является правителем Негативной Зоны. Впервые он столкнулся с Фантастической четвёркой, когда Рид Ричардс обнаружил портал между Негативной Зоной и Землёй. На протяжении многих лет Аннигилус сталкивался с Фантастической четвёркой, которая предотвращала его земные завоевания. Также он нередко выступал против Бластаара, однако иногда они становились союзниками.
Впоследствии он привёл огромный флот из Негативной Зоны, проводя Волну Аннигиляции, с помощью которой он уничтожил и покорил множество планет. Армада противостояла таким космическим существам, как Звёздный Лорд, Дракс Разрушитель и Серебряный Сёрфер. В конечном счёте она была остановлена Галактусом, а сам Аннигилус пал от руки Пожирателя Миров. Тем не менее он переродился в облике младенца.
Впоследствии Аннигилус появлялся в различного рода товарах (одежда, игрушки, коллекционные карточки и видеоигры). Аннигилус занял 94 место в списке 100 величайших злодеев комиксов по версии IGN

## История публикаций
Аннигилус впервые появился в Fantastic Four Annual #6 (Ноябрь 1968) и был создан сценаристом Стэном Ли и художником Джеком Кирби. Впоследствии он выступил в качестве основного антагониста в #108-110, #140-141, #181-183, #251-256, #289-290 и Fantastic Four Unlimited #3.
Он играл небольшую роль в войне между Скруллами и Крии в Avengers #89, 96-97. Аннигилус также появился в Avengers vol 1 #233, Marvel Team-Up #2, Marvel Two-in-One #75 и Thor #404-405, #434-435.
Персонаж был главным антагонистом в серии Аннигиляция, появившись в прологе, втором выпуске из мини серии Серебряный Сёрфер и шести выпусках основной серии. Он погиб в шестом выпуске, однако впоследствии был возрождён. Его следующее появление состоялось в War of Kings: Ascension #2.

## Биография
Множество тысячелетий назад в Негативной Зоне, тианнане, технологически развитая гуманоидная раса львов, рассеивали жизненные споры на бесплодных планетах. Столкнувшись с метеором, один из их кораблей потерпел крушение на вулканической планете Артрос. Перед тем как команда корабля погибла от голода, они успели выпустить споры. Много лет спустя потомок одной из этих спор, превратился в насекомообразное существо. Из-за мутаций оно приобрело высокий интеллект. Тем не менее, он был полон агрессии и ставил своё выживание превыше других. В конце концов, существо, известное как Аннигилус, нашло обломки звездолёта и использовало специальный шлем для передачи себе всех знаний о передовых технологиях тианнан. Аннигилус использовал свои приобретенные силы для доминирования над другими формами жизни, которые возникли из тианнских спор на Артросе. Его конечной целью было завоевание либо разрушение соседних миров в Негативной Зоне.

Обложка Fantastic Four Annual #6 (Ноябрь 1968). Первое появления Аннигилуса. Художник — Джек Кирби

Аннигилус впервые столкнулся с Фантастической четвёркой, когда супергерои Земли прибыли в Негативную Зону в поисках античастиц, необходимых для лечения Сьюзен Шторм в период её беременности. Приспешники Аннигилуса схватили героев, однако тем удалось сбежать, при этом забрав у Аннигилуса Космический жезл. Отобрав из Жезла необходимые античастицы, они отдали его Аннигилусу и вернулись на Землю.
Позже Аннигилусу бросил вызов Янус Нега-человек, злой брат-близнец Януса, учёного-исследователя и сотрудника Мистера Фантастика, который разработал модуль, способный получать энергию из антивещества в Негативной Зоне. Аннигилус победил, но сохранил Янусу жизнь в обмен на помощь по вторжению на Землю. Он заставил Януса перевести его на Землю, но Нега-Человек предал его и взорвался в точке соприкосновения между двумя вселенными, где материя встречает антивещество. Аннигилусу практически удалось попасть на Землю через один из порталов Мистера Фантастика, однако он был остановлен Мстителями. Во время сражения с Ужасающей четвёркой Аннигилус в очередной раз пытался вырваться из Негативной Зоны, но был остановлен Человеком-Пауком и Человеком-факелом.
В поиске новых источников энергии, Аннигилус обнаружил силу, которая скрывалась внутри Франклина Ричардса. Аннигилус похитил его вместе с Фантастической четвёркой, Медузой, Уайатом Уингфутом и Агатой Харкнесс в Негативную Зону. Он использовал машину, чтобы взять под контроль неизвестные силы Франклина, усилив его способности, что привело к потере контроля над его способностями. Фантастическая четвёрка победила Аннигилуса и вернулась обратно на Землю. Впоследствии он вступил в союз с Мистером Фантастиком против Безумного мыслителя.
Аннигилус пытался заключить союз с Бластааром, однако тот предал его, похитил Космический Жезл, оставив Аннигилуса в ослабленном состоянии. Отчаявшись, Аннигилус попытался бежать на Землю. Там он был остановлен Мстителями и Фантастической четвёркой, перед тем, как вновь вернуться в Негативную Зону. Он был возрожден Бластааром и вернул себе Космический Жезл.
Затем Аннигилус атаковал измерение Асгарда, дом норвежских богов, но потерпел поражение от Одина. Впоследствии Аннигилус похитил спящего Одина и переместил его в Негативную Зону, чтобы украсть его силу, но был остановлен Громобоем.
Вскоре после этого Аннигилус и Бластаар объединились с другим военачальником из Негативной Зоны, Сифонном. Во время противостояния с Адамом Уорлоком они предали Сифонна, что привело к его быстрому уничтожению.
Устав от постоянных поражений, Аннигилус возглавил Волну Аннигиляции, огромный флот боевых кораблей из Негативной Зоны, чьей целью было завоевание вселенной. Он утверждал, что в настоящее время вселенная расширяется на территории Негативной Зоны, из-за чего он по праву мог претендовать на эти земли. Аннигилус объединился с Таносом, чтобы завоевать мир. Убив Квазара, он забрал его квантовые браслеты, после чего освободил двух могущественных существ — Эгиса и Тенебрауса, отправленных на «Килн» самим Галактусом. Серебряный Сёрфер присоединился к Пожирателю миров и его геральдам в битве с армией Аннигилуса, но потерпел поражение. Настоящей целью Аннигилуса было создание космической бомбы, чья мощь могла уничтожить целую вселенную и Негативную Зону, тем самым оставив Аннигилуса единственным выжившим. Драксу Разрушителю и Серебряному Сёрферу удалось освободить Галактуса, который уничтожил Волну Аннигиляции. Нова сразился с Аннигилусом и убил его в бою. Вскоре ему удалось возродиться в обличье младенца с оригинальными воспоминаниями.
Во время Войны королей Негативная Зона была захвачена Тёмным ястребом и его союзником Талоном. Они обнаружили младенца Аннигилуса и его Жезл космического контроля, которые были помещены под опеку Лорда Негативной Зоны, Катастрофиса. В надежде продлить своё правление и в будущем заменить собой Аннигилуса, Катастрофус использовал Космический Жезл для остановки роста маленького Аннигилуса. Талон убил Катастрофиса и, захватив управление над Жезлом, прежде чем отдать его Аннигилусу, попросил помнить того, кто спас ему жизнь.
Вскоре Аннигилус создал секту на Земле и назвал её Культ Негативной Зоны, который пробился в здание Бакстера и пересёк портал к Негативной Зоне. Чтобы сдержать приспешников Аннигилуса, Человек-факел пожертвовал своей жизнью . Впоследствии Рид Ричардс открыл окно в Негативную Зону и угрожал Аннигилусу Абсолютным Нуллификатором и полным уничтожением Негативной зоны. В ответ Аннигилус размахивал униформой Джонни Шторма.
С помощью регенеративной хирургии Аннигилус воскресил Человека-факела и превратил его в гладиатора, когда тот отказался возобновить портал из Негативной Зоны.
Аннигилус заключил сделку с альтернативной версией Рида Ричардса (одним из последних представителей «Совета Ридов») через Культ Негативной Зоны, чтобы тот помог ему через портал Фантастической Четверки получить доступ в здание Бакстера, что позволило бы пройти Волне Аннигиляции.
Узнав о планах Аннигилуса, Человек-факел поднял восстание против него, заручившись поддержкой Нелюдей. Им удалось лишить Аннигилуса Жезла космического контроля и получить контроль над Волной Аннигиляции, которую он использовал для предотвращения вторжения Крии на Землю. Человек-факел захватил Аннигилуса в плен и заковал в цепи.
После того, как восстание установило свободные выборы в Негативной Зоне, Аннигилус становится новым лидером Негативной Зоны, получив 14,980,336,901,214 голосов избирателей.
В сюжетной арке Infinity он появляется в качестве члены Галактического совета.

## Силы и способности
Аннигилус обладает способностью левитации и может путешествовать сквозь вакуум космического пространства. Лорд Негативной Зоны носит доспехи, созданные по образцу технологии тианнан, которые позволяют ему адаптироваться под климат различных миров.
Помимо этого, он обладает сверхчеловеческими полномочиями, вроде силы, скорости, прочности, ловкости и рефлексов.
Главным оружием Аннигилуса является Жезл космического контроля, который даёт ему возможность контролировать космическую энергию. Кибернетические микросхемы позволяют ему использовать огромный потенциал окружающей энергии. Хотя космическая энергия даёт практически безграничный ресурс, Аннигилус обычно использует её для улучшения своего собственного состояния за счёт замедления его клеточной регенерации, исцелить болезни и ликвидировать последствия жары, холода и радиации. Хотя он редко действует в ближнем бою, Аннигилус является грозным противником, будучи в состоянии победить Существо, Тора, Квазара и Бластаара. Также он нередко использует космические пистолеты, созданные по технологии тианнан.
В Annihilation: Nova Аннигилус убил Квазара и забрал его квантовые браслеты, которые усилили его полномочия. Они позволили ему спастись от мощнейшего взрыва Галактуса в сюжетной арке Annihilation. В то время, как взрыв уничтожил всю Волну Аннигиляции, наряду с несколькими солнечными системами, Аннигилусу удалось спастись.
Будучи Лордом Негативной Зоны, он имеет в своём распоряжении огромный космический флот, под названием Волна Аннигиляции, который абсолютно лоялен к нему. Кроме того, Аннигилус бессмертен, всякий раз возрождаясь после смерти.

## Альтернативные версии

### Ultimate Marvel
Ultimate Fantastic Four столкнулась Аннигилусом во время своего первого исследования N-зоны. Здесь Аннигилус известен как Нихил, хотя сам Нихил заявил, что это кастовый титул, а не имя. Нихил правил космической станцией, состоящей из расплавленных остатков нескольких инопланетных космических кораблей. Представители его космической расы живут удивительно долго, и Нихил, мог дожить до конца существования N-зоны. Когда Солнечная система Нихила подошла к своему закату, он собрал космические корабли всех форм жизни, объединив их в одну огромную станцию похожую на гигантского паука. Таким образом, он создал своё царство, в котором брал, что хотел, а своим вассалам давал только необходимое для жизни.
Когда Фантастическая четвёрка посетила N-зону, Нигил обнаружил их и разослал маячки, чтобы привлечь их внимание. Поскольку Джонни Шторму стало плохо, его сестра Сью Шторм вернулась с ним на космический корабль, в то время как Рид Ричардс и Бен Гримм пошли вместе с Нихилом. Тот раскрыл им свои истинные намерения: он собирается проникнуть в их молодую вселенную и поработить её; после чего разбил шлемы их скафандров. Затем он послал своих приспешников добить их. Рид выжил, замотав шлем рукой, как жевательной резинкой, а Существо обнаружил, что его лёгкие способны адаптироваться к местной атмосфере.
Нихил потерпел поражение в рукопашном бою от Бена, которому удалось оторвать одно из его крыльев. Нихил добрался до корабля и преследовал Фантастическую четвёрку в их родном измерении. Оба корабля потерпели крушение на улице Сансет Стрип в Лас-Вегасе, и Нихил, по-видимому, был убит одним из его собственных оружий, сражаясь с Ридом Ричардсом.

## Вне комиксов

### Телевидение
- Аннигилус кратко появляется в мультсериале «Человек-паук и его удивительные друзья».
- Клайд Кусатсу озвучил Аннигилуса в мультсериале «Фантастическая четвёрка» 1994 года.
- В мультсериале «Фантастическая четвёрка: Величайшие герои мира» его озвучил Скотт МакНил.
- Аннигилус появляется в мультсериале «Отряд супергероев», где его озвучил Ди Брэдли Бейкер.
- Появление Аннигилуса в мультсериале «Мстители. Величайшие герои Земли» состоялось в эпизоде «Нападение на Зону 42».
- Робин Аткин Даунс озвучил Аннигилуса в мультсериале «Халк и агенты У.Д.А.Р.»[39].
- Робин Аткин Даунс повторил свою роль в мультсериале «Совершенный Человек-паук»[40].

### В кино
- Изначально Аннигилус должен был появиться в Фантастической четвёрке 2015 года[41]

### Видеоигры
- Аннигилус является антагонистом игры «Фантастическая четвёрка» 2005 года, где сражается против Мистера Фантастика и Существа.
- Ди Брэдли Бейкер вновь озвучил Аннигилуса в игре «Отряд супергероев Marvel: Перчатка Бесконечности», где состоит в союзе с Небулой. Они терпят поражение от рук Невидимой леди и Новы.
- Аннигилус появляется в игре «Отряд супергероев Marvel Online».
- В игре «Marvel: Avengers Alliance» Человек-факел использует альтернативный костюм Аннигилуса. Он использует Жезл космического контроля, чтобы призывать воинов Волны Аннигиляции.

Так же Аннигулус является играбельным персонажем в мобильной игре marvel contest of champions